# Второй рейд на Остенде
Второ́й рейд на Осте́нде  (англ. Second Ostend Raid, англ. Operation VS) — вторая из двух не увенчавшихся успехом попыток, предпринятых ВМС Великобритании блокировать каналы, открывавшие доступ к бельгийскому порту Остенде. ВМС Германии использовали этот порт с 1915 года как базу подводных лодок во время битвы за Атлантику; стратегические выгоды, предоставляемые бельгийскими портами во время этого конфликта были очень значимыми.
Успешная блокада этих баз вынудила бы немецкие подводные лодки действовать из более удаленных портов, таких как Вильгельмсхафен, расположенных на побережье Германии. В этом случае увеличивалось бы время, в течение которого лодки были уязвимыми для контрмер, предпринимаемых союзниками, одновременно уменьшалась бы длительность непосредственно рейдов. Порты Остенде и Зебрюгге (последний был частично блокирован в результате рейда на Зебрюгге) давали выход в океан через каналы из крупного внутреннего порта Брюгге. Брюгге использовался в качестве базы малых военных кораблей и подводных лодок. Будучи удалённым на 9,7 км вглубь материка, он был защищён от огня подавляющего количества морской артиллерии и рейдов на побережье, являясь безопасным портом для проведения учений и ремонта.
Рейд на Остенде был в значительной степени неудачным вследствие упорного сопротивления, оказанного германскими силами и трудностей в навигации, с которыми столкнулись англичане из-за плохой погоды. Предвидя возможность набега, немцы сняли навигационные буи, без которых британцам оказалось сложно обнаружить в плохую погоду узкий канал, ведущий в гавань. Когда же они обнаружили его, сопротивление, оказанное германскими силами, оказалось слишком сильным, чтобы операция была завершена согласно первоначальному плану.
Несмотря на неудачный исход рейда, он был представлен в Англии как смелая и дерзкая авантюра, которая едва не увенчалась успехом. Моряки, участвовавшие в операции, были награждены тремя Крестами Виктории и иными многочисленными медалями за отвагу. Британцы понесли во время рейда умеренные потери, в отличие от немецких сил, чьи потери были минимальными.

## Предыстория
После того, как германская имперская армия захватила большую часть Бельгии в результате Пограничного сражения 1914 года, союзнические силы удерживали лишь тонкую полоску берега к западу от р. Изер. Остальная часть бельгийского побережья, в том числе стратегически важные порты Антверпен и Брюгге, была оккупирована подразделениями германской морской пехоты. В то время, как Антверпен был глубоководным портом, уязвимым для атак англичан с моря, Брюгге, отстоя на 9,7 км от береговой линии был сравнительно хорошо защищен от обстрела со стороны моря и набегов на побережье. Брюгге был связан с побережьем у Остенде и Зебрюгге сетью каналов. Этими каналами могли проходить небольшие военные корабли, такие, как миноносцы, лёгкие крейсера и подводные лодки; они также могли укрываться в них и готовить набеги на Ла-Манш и на побережье юго-восточной Англии. Подводные лодки также могли выходить из порта Брюгге ночью, что позволяло им экономить одни сутки при переходе к Западным подходам, легче обходить полосу минных заграждений в Северном море. Капитаны субмарин, в свою очередь, могли ознакомиться с минно-сетевыми заграждениями в Ла-Манше, которые им приходилось преодолевать, чтобы достичь главных полей сражений Атлантики.
В 1915—1916 годах германский флот превратил Брюгге из маленького фламандского порта в крупный центр военно-морских сил, располагающий большими бетонными бункерами для укрытия субмарин от регулярных ночных налетов бомбардировочной авиации, вместительными казармами и тренировочными базами для экипажей подлодок и подобными объектами для других типов кораблей, совершавших рейды. Поэтому Брюгге был жизненно важным активом во всё более отчаянной попытке германского флота перекрыть поставки продуктов питания и материалов в Британию со всего мира. Английские военные, участвовавшие в планировании морских операций не могли не заметить значимость Брюгге; две предыдущие попытки закрыть выход из остендеского порта, являвшийся меньшим и более узким из каналов, соединявших Брюгге с океаном, окончились неудачей. 7 сентября 1915 г. четыре монитора типа «Лорд Клайв» из Дуврского патруля обстреляли верфь, а немецкая береговая артиллерия открыла ответный огонь. Англичане выпустили всего 14 снарядов, в результате чего загорелась только часть верфи. В результате обстрела 22 сентября 1917 года были повреждены шлюзовые ворота, вследствие чего уровень воды в бассейне понизился до малого.
Перед следующей попыткой разрушить шлюзовые ворота прошло два года. Первый рейд на Остенде был проведён 23 апреля 1918 года в тандеме с рейдом на Зебрюгге, возглавляемым адмиралом Роджером Кийзом. Данный рейд был крупномасштабной операцией по блокаде более широкого канала в Зебрюгге. Обе атаки, по существу окончились неудачей, но если в Зебрюгге операция была так близка к успеху, что английским властям потребовалось несколько месяцев, для того, чтобы понять, что она не удалась, набег на Остенде окончился катастрофическим провалом. Оба судна, предназначенные для затопления с целью блокирования канала сели на мель за полторы мили до цели и были затоплены экипажами под огнём тяжёлой артиллерии и дальнобойного стрелкового оружия, повлекшим тяжелые потери. Таким образом, если Зебрюгге казался полностью блокированным, Остенде был совершенно открыт, нивелируя успех, который был достигнут во втором порту.

## Нападение

### Планирование
В то время, как силы англичан на юго-восточном побережье Англии перегруппировывались, укомплектовывались личным составом и проводили ремонт, понеся тяжелые потери во время рейда на Зебрюгге, Кийз разрабатывал план по возвращению в Остенде с намерением блокировать канал и тем самым отрезать Брюгге от моря, закрыв гавань и изолировав в нём на ближайшие месяцы 18 подводных лодок и 25 миноносцев. В планировании Кийзу помогали добровольцы из отряда, который неудачно штурмовал порт в апреле. Они давали ему советы, исходя из своего горького опыта. Среди этих добровольцев были капитан-лейтенант Генри Харди с бронепалубного крейсера «HMS Sirius», коммандер (капитан 2 ранга) Альфред Годсаль, бывший капитан бронепалубного крейсера «HMS Brilliant», а также помощник командира «HMS Brillian» Виктор Кратчли. Эти офицеры предложили капитану 1 ранга Хьюберту Лайнзу и адмиралу Роджеру Кийзу тщательно разработанный план второй попытки блокировать порт. Другие офицеры тоже изъявили желание участвовать, и Лайнз совместно с Кийзом разработали оперативный план очередного нападения на устье канала у Остенде.
Для операции переоборудовали два устаревших крейсера — «HMS Sappho» и ветеран, потрёпанный в сражении при Зебрюгге, бронепалубный крейсер «HMS Vindictive»; с них сняли всё ненужное оборудование, усилили важное оборудование, набрали экипажи из добровольцев. Носовые балластные танки этих кораблей заполнили бетоном, чтобы, с одной стороны, защитить носовую часть при атаке, с другой, чтобы корабли после затопления представляли собой более долговечное препятствие. Годсталь командовал крейсером «HMS Vindictive». Весь его экипаж в 54 человека, в том числе шесть офицеров были из числа ветеранов-добровольцев, участвовавших в предыдущем неудачном рейде на крейсере «HMS Brilliant». Как и в предыдущей попытке, крейсеры сопровождали четыре тяжёлых монитора под командованием Кийза, восемь эсминцев под командованием Лайнза с лидера эсминцев «HMS Faulknor» и пять моторных катеров. Экипаж катеров, как и экипаж крейсеров, был полностью набран из добровольцев, в основном ветеранов предыдущих операций против бельгийских портов.
План был схож с планом провалившейся операции трёхнедельной давности. Руководствуясь погодными условиями, под прикрытием дымовой завесы, бомбардировки с воздуха и моря, обреченные корабли должны были войти непосредственно в канал, развернуться поперёк него и затонуть. Их продвижение должен был прикрывать артиллерийский огонь с тяжелых мониторов с большой дистанции, направленный против немецких береговых позиций; на малой дистанции крейсера должны были прикрывать орудийным огнём эсминцы. Такое прикрытие было необходимо, поскольку Остенде был защищен мощной крупнокалиберной (11 дюймовой/280мм) орудийной батареей, известной, как батарея Тирпица. После завершения операции, моторные катера должны были зайти с моря к затопленным кораблям, снять выживший экипаж и переправить его на мониторы, чтобы те доставили его назад в Англию. В результате, канал должен был быть наглухо заблокирован; в сочетании с блокадой Зебрюгге (который, как полагало британское командование, был полностью перекрыт) это лишило бы германские рейдерствующие корабли возможности использовать порт Брюгге в течение многих месяцев.

### Атака
Все приготовления к операции завершились к первой неделе мая. 9 мая погода была почти идеальной для нападения. Британская армада собралась в Дюнкерке, удерживаемом союзными войсками, и покинула порт вскоре после захода солнца. Спустя две минуты после полуночи, отряд столкнулся с непредвиденными трудностями, когда на «Сапфо» произошел незначительный взрыв котла, и крейсер был вынужден вернуться в Дюнкерк, не в состоянии завершить переход. Хотя это происшествие вдвое уменьшило возможности отряда по блокаде Остенде, Лайнз принял решение о продолжении операции, и в 01 ч 30 мин отряд подошёл к порту, завершая последние приготовления к нападению. Моторные катера выпустили торпеды, которые снесли пулемётные огневые точки, находившиеся на концах пирсов, обозначавших канал. Торпеды положили начало нападению. Затем над каналом пролетели десять тяжёлых бомбардировщиков незадолго до этого сформированных Королевских ВВС; они сбросили на немецкие позиции зажигательные бомбы, которые не нанесли какого-либо значительного урона. Несмотря на туман, воздушные операции продолжались по плану под общим руководством бригадного генерала Чарльза Лэмба. Одновременно с началом воздушных бомбардировок дальнобойная артиллерия Королевской морской пехоты открыла по Остенде огонь с союзнических позиций вокруг бельгийского города Ипр.
Готовясь к атаке, Годсал и Лайнз тщательно изучили имеющиеся в наличии чертежи Остенде после провала предыдущей операции, вызванного тем, что немцы переместили навигационные буи. Однако это тщательное изучение было лишено ценности из-за внезапного тумана, полностью скрывшего побережье. Двигаясь в тумане взад и вперёд вблизи входа в гавань, в то время, как мониторы и германские береговые батареи вступили в артиллерийскую дуэль с длинной дистанции через потерянный крейсер, Годсал искал пирсы, отмечавшие вход в канал. В это время из Остенде вышли два торпедных катера с целью перехватить крейсер, но в густом тумане столкнулись и, выйдя из строя, с трудом вернулись к берегу. Тем временем, моторные катера Годсала потеряли в темноте крейсер, и лишь сделав третий проход, «Виндиктив» нашёл вход в канал, сопровождаемый лишь одним из катеров. Направившись прямо в устье канала в свете осветительной ракеты, запущенной с катера, «Виндиктив» немедленно стал целью немецких батарей и получил серьёзные повреждения; артиллерийский огонь усугубил повреждения, полученные в рейде на Зебрюгге, и серьёзно повредил левый гребной винт.
Альфред Годсал намеревался расположить «Виндиктив» поперёк устья канала, но, когда он отдавал приказ о развороте, правый гребной винт полностью сломался, сделав невозможным полный разворот крейсера. Не успели это понять на капитанском мостике, как снаряд, выпущенный из пушки береговой батареи попал прямо в коммандера Годсала, убив его на месте и разнеся капитанский мостик. Взрывом были убиты и ранены многие из находившихся на мостике, в том числе помощник командира Виктор Кратчли. Он с трудом дошёл до рулевого колеса и попытался силой развернуть корабль в канале. Но повреждённый винт воспрепятствовал проведению этого манёвра, и неуправляемый крейсер выплыл из канала и застрял на банке снаружи канала, лишь частично заградив вход в него.

### Эвакуация экипажа крейсера «Виндиктив»
Осознав, что дальнейшее маневрирование бессмысленно, Кратчли приказал взорвать заряды и эвакуировать экипаж корабля. Пока инженер-лейтенант Уильям Бэри готовился взорвать заряды для затопления крейсера, Кратчли осмотрел корабль и приказал всем выжившим членам экипажа перейти в шлюпки, находящиеся по борту крейсера, смотрящему в море. В то время, как люди спускались по борту корабля, чтобы укрыться от снарядов и пуль, несущихся со входа в гавань, Кратчли в последний раз обошёл палубы корабля с электрическим фонарём в руках, ища раненых среди убитых. Убедившись, что на борту живых не осталось, он также спрыгнул на палубу катера. Однако сама спасательная миссия шла не по плану. Из пяти моторных катеров, приданных отряду, теперь крейсер сопровождал в тумане лишь один, ML254 под командованием лейтенанта Джеффри Драммонда. Катер, как и крейсер, был изрешечён пулями. Его командир был ранен, а старпом убит. Несмотря на то, что катер был укрыт крейсером, он всё ещё находился под продольным огнём с берега; многие из находившихся на борту, включая лейтенанта Бэри, сломали лодыжки, спрыгивая на раскачивающуюся палубу.
Затем ML254 начал медленно отходить от устья гавани, имея на борту 38 человек из 55 членов экипажа «Виндиктив», сгрудившихся на палубе, где они находились под пулемётным огнём с берега. Когда Драммонд разворачивал катер в море, чтобы вернуться к отряду, отстоящему дальше от берега, и всё ещё ведущему артиллерийскую дуэль с немецкими защитниками, мимо него прошёл один из пропавших катеров, ML276, который только сейчас догнал крейсер. Драммонд крикнул капитану ML276, лейтенанту Роули Бэрку, что, по его мнению, в воде ещё находились люди, и Бэрк немедленно вошел в гавань для их поиска. Катер Драммонда немедленно направился к месту встречи с эсминцем «Уорик». Катер был перегружен и тонул, настолько серьёзными были полученные им повреждения.
Услышав крики, Бэрк вошел в гавань, но не мог обнаружить потерянных членов экипажа. Несмотря на плотный пулемётный и артиллерийский огонь, Бэрк четырежды возвращался на место затопления, прежде чем обнаружить двух моряков и тяжело раненного штурмана с «Виндиктива» сэра Джона Аллина, который цеплялся за перевёрнутую шлюпку. Подняв людей на борт, Бэрк развернулся, чтобы направиться в более безопасный открытый океан; как раз в этот момент в катер попали два шестидюймовых (150-мм) снаряда, разбив шлюпку и резервуары с сжатым воздухом. В результате этого двигатели застопорились, а по палубе разлилась высококоррозионная кислота; корпус катера был сильно повреждён, а Аллин, находившийся без сознания, едва не задохнулся. Под сильным огнём, катер медленно вышел из гавани, после чего его взял на буксир другой опоздавший моторный катер. После операции, в корпусе катера Бэрка насчитали 55 пулевых и шрапнельных пробоин.
Вдали от берега, в тот момент, когда офицеры «Уорика», подчинённые Кийза и выжившие члены экипажа «Виндиктив» собрались на палубе эсминца, чтобы обсудить операцию, корабль сотряс сильный взрыв, в результате чего образовался сильный крен. «Уорик» подорвался на одной из защитных мин, расставленных на расстоянии от Остенде, и теперь существовала угроза его затопления. Вдоль борта корабля поставили эсминец «Велокс», и выжившие моряки с «Уорика», «Виндиктива» и ML254 перешли на неповреждённый корабль. Эта потрёпанная группа достигла Дувра лишь ранним утром следующего дня; «Уорик» всё ещё держался на плаву. Непосредственно по окончании рейда сообщалось, что потери англичан составили восемь убитых, десять пропавших без вести и 29 раненных. Потери немцев составляли трое убитых и восемь раненных.

## Последствия
Несмотря на заявления немцев о том, что блокада не препятствовала проведению операций, операция по закрытию остендеского канала, как казалось, была по крайней мере частично успешной. Канал был в основном блокирован, и Брюгге, по видимости, изолирован от выхода в открытый океан, хотя, вследствие расположения затопленного крейсера, мелкие корабли могли проходить каналом. Фактически, вся операция была спорной ещё до её начала, из-за событий, произошедших в более широком канале у Зебрюгге. Оценки этой операции англичанами были слишком оптимистичными, и канал как следует закрыть не удалось. Малые прибрежные субмарины типа «UC» могли проходить каналом уже на следующее утро после рейда на Зебрюгге, и за последующие недели германские морские инженеры смогли расширить каналы вокруг затопленных судов в обоих портах.
В Остенде «Виндиктив» мешал прохождению более или менее крупных военных кораблей, хотя мелкие корабли заходили и выходили из порта без проблем. Более крупные корабли, стоявшие в порту Брюгге, оказались в нём в ловушке на все оставшиеся месяцы войны. Город был взят союзниками в октябре 1918 года. На полную расчистку каналов в Остенде и Зебрюгге ушло несколько лет, препятствия были устранены в 1921 году. Стратегически последствия рейдов на Остенде и Зебрюгге для битвы за Атлантику были незначительны. Несмотря на это, в Британии остендеский рейд приветствовали как успешный. Среди участвовавших в нём трое были награждены Крестами Виктории и целым рядом менее значимых наград. Адмиралтейство представляло рейд как отличный пример отваги и тщательного планирования Королевского флота, что было ценным для поднятия боевого духа в один из наиболее напряженных моментов Первой мировой войны.